# 唐军旺
唐军旺（1973年—）是一位中国化学家，主攻光催化材料。

## 生平
1973年出生于陕西省，1995年获得东北大学化学学士学位，1998年获得中国科学院金属研究所材料硕士学位，2001年获得中国科学院大连化学物理研究所物理化学博士学位，师从张涛。2002年获得日本学术振兴会奖学金赴日研究，2005年担任伦敦帝国学院研究员，2009年担任伦敦大学学院助理教授，2011年升任副教授，2017年升任教授。2022年担任清华大学首任碳中和讲席教授。

## 荣誉
- 2016年被选为皇家化学学会会士
- 2021年被选为欧洲科学院院士[4]